# Montie Rissell
Montie Ralph Rissell (Wellington, Kansas, 1959) también conocido como Monte Rissell es un asesino serial estadounidense sentenciado por violar y asesinar a cinco mujeres entre ellas menores de edad por los años 1976 y 1977 en Alexandria, Virginia, ciudad donde vivía.

## Primeros años
Rissell vivió los primeros siete años de su vida en la ciudad donde nació, Wellington, Kansas. Vivía con su madre, que se había casado y divorciado dos veces para cuando Rissell tenía 12 años. El padre biológico de Rissell dejó el hogar cuando Rissell todavía era un niño. Rissell tenía dos hermanos mayores: un hermano, Harold, y una hermana. A la edad de 14 años cometió su primera violación. Fue acusado por una serie de delitos menores y fue internado en una institución en 1973. Poco después de su liberación en 1975 fue arrestado por intento de robo después de haber intentado asaltar a una mujer con un cuchillo en un ascensor cerca de su casa. Recibió una sentencia suspendida de cinco años y abandonó la escuela secundaria T. C. Williams a la edad de 17.

## Asesinatos
Rissell estaba enfadado con su exnovia después de haberla visto besándose con otro hombre. El 4 de agosto de 1976 vio a Aura Marina Gabor, de 26 años, una  prostituta que vivía en su mismo complejo de apartamentos en la calle North Armistead en Alexandria. Rissell afirmó que se enfadó con ella porque le "permitió" tener relaciones sexuales sin ningún problema, por lo que la estranguló con su propio sostén.
El segundo asesinato ocurrió en marzo de 1977, cuando Rissell violó y apuñaló a la aprendiz de gerente de McDonald's de 22 años, Ursula Miltenberger, cerca de los apartamentos Hamlet. Su cuerpo fue encontrado el 6 de marzo en un bosque de Fairfax. Un tiempo no especificado después, Rissell intentó asesinar a una mujer desconocida; sin embargo, decidió liberarla cuando le confesó que su padre tenía cáncer, enfermedad que también sufrió el hermano de Rissell.
La tercera víctima de asesinato fue Gladys Ross Bradley, de 27 años, empleada de correos. En abril de 1977, Rissell esperó fuera de su casa con un cuchillo de cocina. La violó dos veces, la arrastró a un arroyo cercano y la ahogó. Su cuerpo fue encontrado el 29 de abril de 1977.
La cuarta víctima de asesinato fue Jeanette McClelland, de 24 años, una correctora de pruebas de diseño gráfico de Bru-El Graphics y también residente de los apartamentos Hamlet. Fue encontrada violada y apuñalada 24 veces en una alcantarilla cerca de Shirley Highway el 5 de mayo de 1977.
La quinta y última víctima fue Aletha Byrd, de 34 años de edad, consejera de personal de los grandes almacenes Woodward & Lothrop en Tysons Corner Center. Aletha había sido reportada desaparecida desde el 10 de abril de 1977. Fue encontrada muerta con múltiples puñaladas el 17 de mayo en un área boscosa. El 18 de mayo, la policía (que tenía a Rissell bajo vigilancia por su sospechoso comportamiento) registró el auto de Rissell y encontró la billetera, llaves y peine de Byrd. Más tarde la policía confirmó que las huellas dactilares de Rissell fueron encontradas en el auto de Miltenberger. Tras ser capturado, confesó haber matado a las cinco mujeres.
Rissell fue acusado de secuestrar, violar y asesinar a cinco mujeres. Sin embargo, como se declaró culpable de los cargos de asesinato, se retiraron los cargos de secuestro y violación. Finalmente fue sentenciado a cinco cadenas perpetuas consecutivas. Tenía 18 años de edad en el momento de su sentencia.

## Prisión
Mientras estaba en prisión, Rissell escribió un manuscrito de 461 páginas detallando sus asesinatos. Desde entonces, a Rissell se le ha concedido una audiencia anual de libertad condicional cada mes de noviembre, siéndole negada en todas las ocasiones. Fue encarcelado anteriormente en el Centro Correccional de Augusta, y actualmente permanece en el Centro Correccional Estatal Pocahontas en Virginia.

## En la cultura popular
Rissell fue interpretado en el cuarto episodio de la primera temporada de la serie de 2017 Mindhunter; el actor Sam Strike se encargó de interpretarlo.